# 綾瀬市立綾南小学校
綾瀬市立綾南小学校（あやせしりつりょうなんしょうがっこう）は、神奈川県綾瀬市上土棚中にある小学校。略称は綾南小(りょうなんしょう)。

## 沿革
- 1972年（昭和47年）4月1日 - 高座郡綾瀬町上土棚1500番地の旧綾南分校の跡地に綾瀬町立綾南小学校として開校。
- 1973年（昭和48年）1月12日 - 綾瀬町上土棚1060番地に鉄筋校舎が新築移転（普通教室19、管理室5）。また、同日、2月22日を開校記念日に定めた。
- 1975年（昭和50年）
  - 4月4日 - 鉄筋4階建の校舎増築（普通教室10、特別教室5）。
  - 7月21日 - 校地内に町営プール完成。
- 1976年（昭和51年）2月18日 - 校歌制定（作詞:小島喜一・作曲:曾我晃也）。
- 1977年（昭和52年）3月29日 - 体育館兼講堂落成。
- 1978年（昭和53年）11月1日 - 綾瀬町の市制施行により、綾瀬市立綾南小学校と改称。
- 1982年（昭和57年）2月20日 - 創立10周年記念式典を挙行、トランペット鼓隊編成。
- 1992年（平成4年）2月15日 - 創立20周年を祝う会開催し、和太鼓寄贈（2基）。
- 1993年（平成5年）2月25日 - 校庭整備工事完了（スプリンクラー設置）。
- 1994年（平成6年）2月28日 - 飼育小屋設置。
- 1996年（平成8年）2月29日 - 貯水槽（校庭プール横）設置工事完了。
- 1998年（平成10年）6月16日 - あやせっ子ふれあいプラザ綾南開所。
- 2002年（平成14年）2月16日 - 創立30周年記念音楽鑑賞会開催。
- 2003年（平成15年）
  - 1月10日 - 本館、体育館耐震補強工事完了。
  - 3月31日 - 南出入口整備工事完了（扉改修）。
- 2012年（平成24年）
  - 1月17日 - 創立40周年を祝う会開催。
  - 2月29日 - 校舎屋上防水工事完了。
- 2014年（平成26年）8月30日 - 空調復旧工事完了、トイレ改装（洋式化）。
- 2017年（平成29年）12月21日 - 体育館わたりスロープ完成。
- 2022年（令和4年）2月22日 - 創立50周年記念式典挙行[1]され、記念事業実施。

## 学区
出典
- 落合南9丁目（1番〜7番・10番〜15番）
- 上土棚北（全域）
- 上土棚中（全域）
- 上土棚南1丁目（1番・2番）

## 主な進学先
出典
- 綾瀬市立綾瀬中学校

## 交通アクセス
- 神奈川中央交通「長22」・「長24」・「長33」・「長37」・「長38」・「長39」の各系統で、「上土棚」停留所下車後、綾南公園側の校地西側の門まで、
  - のりば1（綾瀬市役所前行・さがみ野駅行・桜ヶ丘駅西口行・綾瀬車庫行）から、徒歩約350m・約6分。
  - のりば2（長後駅西口行）徒歩約350m・約6分。